# Босвиль (Швейцария)
Босвиль (нем. Boswil) — коммуна в Швейцарии, в кантоне Аргау.
Входит в состав округа Мури.  Население составляет 2375 человек (на 31 декабря 2007 года). Официальный код  —  4228.